# Melaenornis ardesiacus
Melaenornis ardesiacus е вид птица от семейство Muscicapidae.

## Разпространение
Видът е разпространен в Бурунди, Демократична република Конго, Руанда и Уганда.